# ۱۷ زرافه
۱۷ زرافه یک ستاره است که در صورت فلکی زرافه قرار دارد.